# Font de l'Amor
La Font de l'Amor és una font de la vila i antic terme de Conques, actualment pertanyent al municipi d'Isona i Conca Dellà. Està situada a 629,4 m d'altitud, al nord-oest del santuari de la Mare de Déu de les Esplugues, a la part nord-oriental del Mont de Conques i al sud-est dels Prats de Basturs.